# Klučov (Kolíni járás)
Klučov település Csehországban, a Kolíni járásban. Klučov Chrást, Chrášťany, Chotutice, Poříčany, Český Brod, Tatce, Hořany és Kounice településekkel határos. Lakosainak száma 1116 fő (2024. január 1.).

## Népesség
A település lakosságának változását az alábbi diagram mutatja:
| Lakosok száma | 1166 | 1294 | 1258 | 1217 | 1007 | 808  | 1029 | 1041 | 1061 | 1116 |
|               | 1869 | 1890 | 1921 | 1950 | 1980 | 2001 | 2017 | 2019 | 2022 | 2024 |